# Adonisea petulans
Adonisea petulans är en fjärilsart som beskrevs av Edw 1884. Adonisea petulans ingår i släktet Adonisea och familjen nattflyn. Inga underarter finns listade i Catalogue of Life.